# Agave aurea
Agave aurea Brandegee è una pianta succulenta appartenente alla famiglia delle Asparagaceae, endemica del Messico.